# Ozora (Misuri)
Ozora es un lugar designado por el censo ubicado en el condado de Ste. Genevieve en el estado estadounidense de Misuri. En el Censo de 2010 tenía una población de 183 habitantes y una densidad poblacional de 11,47 personas por km².

## Geografía
Ozora se encuentra ubicado en las coordenadas 37°52′17″N 90°3′18″O / 37.87139, -90.05500. Según la Oficina del Censo de los Estados Unidos, Ozora tiene una superficie total de 15.96 km², de la cual 15.88 km² corresponden a tierra firme y (0.49%) 0.08 km² es agua.

## Demografía
Según el censo de 2010, había 183 personas residiendo en Ozora. La densidad de población era de 11,47 hab./km². De los 183 habitantes, Ozora estaba compuesto por el 97.81% blancos, el 0% eran afroamericanos, el 1.64% eran amerindios, el 0% eran asiáticos, el 0% eran isleños del Pacífico, el 0% eran de otras razas y el 0.55% pertenecían a dos o más razas. Del total de la población el 0% eran hispanos o latinos de cualquier raza.